# Sneaky Sound System
Sneaky Sound System es una banda de dance y electropop australiana, oriunda de la ciudad de Sídney. Está conformada por su guitarrista y productor Black Angus (Angus McDonald) y su vocalista Connie Mitchell. A partir de septiembre de 2009, Mitchell es la única cantante de la banda luego de que MC Double D (Daimon Downey) anunciara que dejaba la banda para seguir sus proyectos en solitario.

## Biografía
La banda fue fundada por Black Angus (Angus McDonald) y MC Double D (Daimon Downey) quienes se conocieron en el club Sneaky Sunday en el año 2001.
Para 2003 y ya con algunas búsquedas y ensayos, lanzaron un álbum de mezclas titulado "Other peoples music" por Sony Music de Australia. Debido a las críticas positivas del álbum, el dúo, hasta ese entonces, decide producir su música propia.
Luego conocieron a Connie Mitchell en una tarde en un parque cuando ella se sentó a tocar la guitarra junto a un amigo, y se le pidió que cantara para ellos. 
Ella aceptó ir al estudio y cuando grabó las voces para lo que sería el primer sencillo de la banda, "I Love It", ellos finalmente encontrarían a su vocalista. Ya estaban listos para lanzar su álbum debut, ya que previamente, habían lanzado un par de sencillos entre 2004 y 2005. Uno de ellos es "Hip Hip Hooray" con las voces de MC Double D.
Luego de la creación de su propio sello discográfico, Whack Records, logran lanzar su álbum debut homónimo en 2006. El álbum contenía éxitos como "Pictures" y "UFO". Alcanzó el quinto puesto en las listas de álbumes de Australia, y fue certificado como triple platino por la Australian Recording Industry Association.
Gracias a su álbum debut, obtuvo siete nominaciones en los Premios otorgados por la Industria Musical Australiana en 2007, alzándose en los premios al "Mejor Álbum de un Artista Revelación" y "Mejor Lanzamiento Dance".
Además fueron la banda soporte de reconocidos artistas como Robbie Williams, Jamiroquai, Scissor Sisters, Sam Sparro, y Lady GaGa y se presentaron en importantes festivales como Big Day Out y Glastonbury, por nombrar a algunos.
En 2008, lanzan su segundo álbum de estudio, titulado simplemente 2. Logró debutar en el primer puesto del ARIA Albums Chart. Su primer sencillo, "Kansas City", se ubicó en el puesto #14 de las listas musicales de Australia y fue certificada con el disco de oro.
En 2009, el grupo colaboró con el DJ holandés, Tiësto en la canción, "I Will Be Here", para su cuarto álbum de estudio, Kaleidoscope. La canción ingresó en el Top 50 del UK Singles Chart, y en el Top 40 de los Países Bajos. En ese mismo año, Daimon Downey se aleja de la banda, dejando a Angus McDonald y Connie Mitchell como sus miembros principales. En 2011, son contratados por el prestigioso sello Modular Recordings. Su tercer álbum de estudio, From Here to Anywhere, fue lanzado el 7 de octubre de 2011. De él se desprenden tres sencillos. Su primer sencillo, "We Love", fue lanzado el 27 de mayo de 2011. "Big" fue el segundo sencillo lanzado el 19 de agosto de 2011. En marzo de 2012, fue lanzado "Really Want to See You Again", su tercer sencillo.
Connie Mitchell antes de sumarse a la banda, era la cantante del trío de rock australiano Primary, desde 1995 hasta principios de 2000. Además participó en trabajos con Kanye West, Snoop Dogg y Rick Ross.
Durante el 2013, el grupo reveló en su página de Facebook que estaban trabajando en una serie de colaboraciones. La primera de ellas, para el dúo estadounidense The Knocks, en la canción "The One". Aparece en la EP, Comfortable, publicado el 18 de febrero de 2014. En mayo de 2014, Noir Records lanzó el sencillo "This Feeling", acreditado a Larse y Sneaky Sound System.
A finales de 2015, editaron dos sencillos "Summertime Madness" y "All I Need" por su nueva discográfica Thembi.
En abril de 2016, el grupo lanzó "I Ain't Over You" acompañado de un vídeo musical, al que denominaron "su primer video musical decente en cuatro años".

## Miembros
Miembros actuales

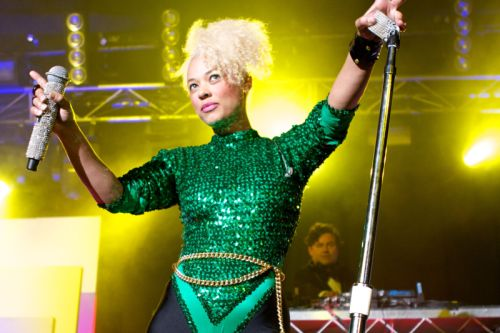
Miss Connie en concierto con Sneaky Sound System, en 2011

- Black Angus (Angus McDonald) – compositor, productor, guitarra, teclados, bajo, batería (2001–presente)
- Connie Mitchell – Voz, compositora (2005–presente)

Antiguos miembros
- Damien Hesse – DJing, remezclador (2001–2005)
- MC Double D (Daimon Downey) – vocoder, voces (2001–2009)
- Tricky Nick (Nick Broadhurst) – saxofón (2001–2006)
- Peter Dolso – guitarra, teclados, bajo, batería (2003–2004)

## Discografía

### Álbumes
Álbumes de estudio
| Año  | Datos del álbum | Mejor posición | Certificaciones   |
| Año  | Datos del álbum | AUS            | Certificaciones   |
| ---- | --- | -------------- | ----------------- |
| 2006 | Sneaky Sound System - Lanzamiento: 12 de agosto de 2006 - Discográfica: Whack Records - Formato: CD, descarga digital | 5              | - AUS: 3× Platino |
| 2008 | 2 - Lanzamiento: 16 de agosto de 2008 - Discográfica: Whack - Formato: CD, descarga digital                           | 1              | - AUS: Oro        |
| 2011 | From Here to Anywhere - Lanzamiento: 7 de octubre de 2011 - Discográfica: Modular - Formato: CD, descarga digital     | 11             |                   |

Álbumes de mezclas
- 2003: Other Peoples Music

Compilaciones
- 2008: Sneak Preview – Mixes and Remixes
- 2009: Sneaky Sound System 2009

### Sencillos
| Año  | Título                         | Mejor posición en listas | Mejor posición en listas | Mejor posición en listas | Mejor posición en listas | Certificaciones | Álbum                 |
| Año  | Título                         | AUS                      | R.U.                     | IRL                      | HOL                      | Certificaciones | Álbum                 |
| ---- | ------------------------------ | ------------------------ | ------------------------ | ------------------------ | ------------------------ | --------------- | --------------------- |
| 2004 | "Hip Hip Hooray"               | 78                       | —                        | —                        | —                        |                 | Sneaky Sound System   |
| 2005 | "Tease Me"                     | —                        | —                        | —                        | —                        |                 | Sneaky Sound System   |
| 2006 | "I Love It"                    | 24                       | —                        | —                        | —                        |                 | Sneaky Sound System   |
| 2006 | "Pictures"                     | 19                       | 76                       | —                        | —                        |                 | Sneaky Sound System   |
| 2007 | "UFO"                          | 11                       | 52                       | —                        | —                        | - AUS: Oro      | Sneaky Sound System   |
| 2007 | "Goodbye"                      | 33                       | —                        | —                        | —                        |                 | Sneaky Sound System   |
| 2008 | "Kansas City"                  | 14                       | —                        | —                        | —                        | - AUS: Oro      | 2                     |
| 2008 | "When We Were Young"           | —                        | —                        | —                        | —                        |                 | 2                     |
| 2009 | "16"                           | 53                       | —                        | —                        | —                        |                 | 2                     |
| 2009 | "It's Not My Problem"          | —                        | —                        | —                        | —                        |                 | 2                     |
| 2009 | "I Will Be Here" (con Tiësto)  | 59                       | 44                       | 29                       | 28                       |                 | Kaleidoscope          |
| 2011 | "We Love"                      | 29                       | —                        | —                        | —                        | - AUS: Oro      | From Here to Anywhere |
| 2011 | "Big"                          | 58                       | —                        | —                        | —                        |                 | From Here to Anywhere |
| 2012 | "Really Want to See You Again" | —                        | —                        | —                        | —                        |                 | From Here to Anywhere |
| 2012 | "Friends"                      | —                        | —                        | —                        | —                        |                 | From Here to Anywhere |
| 2015 | "Summertime Madness"           | —                        | —                        | —                        | —                        |                 |                       |
| 2015 | "All I Need"                   | —                        | —                        | —                        | —                        |                 |                       |
| 2016 | "I Ain't Over You"             | 79                       | —                        | —                        | —                        |                 |                       |

Colaboraciones
| Año  | Canción        | Artista    | Álbum          |
| ---- | -------------- | ---------- | -------------- |
| 2014 | «The One»      | The Knocks | Comfortable EP |
| 2014 | «This Feeling» | Larse      |                |
| 2016 | «Show Me»      | Zinc       |                |

### Remixes
- 2006: Eskimo Joe – London Bombs (Sneaky Sound System Remix)
- 2007: Evermore – Running (Sneaky Sound System Remix)